# Angelo Bianchi (genetista)
Angelo Bianchi (Mezzanino, 14 luglio 1926 – Roma, 10 giugno 2020) è stato un genetista italiano.
È stato uno dei promotori della nascita delle biotecnologie agrarie in Italia e ha contribuito in modo rilevante al miglioramento genetico del frumento e al progresso dell'agricoltura italiana.

## Biografia
Nel 1944 si diplomò all'Istituto magistrale "A. Cairoli" di Pavia. Nel 1948 conseguì la laurea in scienze naturali con lode, presso l'Università di Pavia. Presso la stessa, due anni più tardi, si laureò con lode anche in scienze biologiche e negli anni 1951 e 1953 ricevette il premio "L. Spallanzani".
Nel 1954 conseguì la libera docenza in genetica. Nei due anni successivi svolse l'attività di ricercatore presso l'Harvard University, Cambridge, MA, USA, dove ha lavorato sotto la guida di Paul Christoph Mangelsdorf e del premio Nobel Barbara McClintock e successivamente anche presso il Brookhaven National Laboratory a Long Island, NY, USA e presso la Purdue University, IN, USA.
È stato docente di zoologia, statistica e genetica vegetale presso le Università di Pavia, Milano e Piacenza dal 1951 al 1980, oltre che in Mozambico nel 1988.
Ha diretto l'Istituto di Allevamento vegetale di Bologna (1964-1968), l'Istituto sperimentale per l'orticoltura di Salerno (1968-1973) e l'Istituto sperimentale per la cerealicoltura di Roma (1971-1996), che aveva da poco sostituito lo storico Istituto nazionale di genetica per la cerealicoltura fondato da Nazareno Strampelli.
Dall'anno della sua fondazione (1954) al 1978 ha ricoperto le cariche di segretario, consigliere e presidente della Società italiana di genetica agraria. Dal 1962 al 1982 è stato membro del Consiglio Superiore dell'agricoltura e di diversi altri Comitati scientifici o accademici.
Nel 1984 ha ricevuto il Premio Antonio Bizzozero per meriti agricoli.
Fra i suoi numerosi allievi si ricordano Francesco Salamini, Antonio Michele Stanca, Ercole Ottaviano, Carlo Lorenzoni.
Angelo Bianchi è morto il 10 giugno 2020.

## Opere
- Maize Genetics and Breeding in the 20th Century in collaborazione con Peter A. Peterson
- Genetica agraria, missione di vita
- Genetica dei cereali in collaborazione con Carlo Lorenzoni e Francesco Salamini